# Philodendron triplum
Philodendron triplum är en kallaväxtart som beskrevs av George Sydney Bunting. Philodendron triplum ingår i släktet Philodendron och familjen kallaväxter. Inga underarter finns listade.